# Giuseppe Bortolotti
Giuseppe Bortolotti (Ferrara, 15 luglio 1930 – Copparo, 10 febbraio 2011) è stato un calciatore e allenatore di calcio italiano, centrocampista degli anni cinquanta.

## Carriera
Cresciuto in squadre dilettantistiche della provincia di Ferrara, venne acquistato da Paolo Mazza per la sua SPAL non giovanissimo, nel 1953. Bortolotti esordì in Serie A il 16 maggio 1954 a Trieste con una sconfitta dei biancoazzurri contro gli alabardati. L'anno successivo Bortolotti partirà titolare e giocherà 6 delle prime 7 partite. Bortolotti, dopo un pareggio interno con la Pro Patria, verrà però avvicendato e il 30 gennaio 1955 giocherà contro la Roma nella capitale la sua ultima partita in maglia spallina e nella massima serie, cedendo il posto definitivamente all'esordiente Guglielmo Costantini.
Ceduto in IV Serie al Foggia, pare destinato ad un inesorabile declino. Nel 1958 però gioca con i rossoneri, nel frattempo divenuti a seguito di una fusione Foggia & Incedit e ripescati nel terzo livello calcistico, in Serie C ed addirittura, con Costagliola alla guida dei pugliesi, conquisterà nel 1960 la promozione in Serie B. Giocherà una stagione nella serie cadetta per tornare, retrocesso il Foggia, in Serie C l'anno successivo.
Con l'avvento di Pugliese in panchina la B verrà riconquistata nel 1962 e quindi l'anno successivo giocherà le sue ultime partite in quella serie con i rossoneri prima del definitivo ritiro.
Del Foggia è stato il calciatore simbolo della seconda metà degli anni '50 nonché per lungo tempo il capitano. Con 212 presenze in 8 campionati disputati è il decimo giocatore con il maggior numero di partite disputate con la maglia del Foggia.
In carriera ha totalizzato complessivamente 8 presenze in Serie A e 36 presenze ed una rete in Serie B.
Dopo il ritiro nel 1963 è stato allenatore in seconda del Foggia.

## Palmarès

### Club

#### Competizioni nazionali
- Serie C: 2

Foggia: 1959-1960, 1961-1962